# Véronique Ahoyo
Véronique Ahoyo, née Véronique Gbédjinon le 29 juin 1939, morte le 14 décembre 2008, est une assistante sociale, puis une femme politique, une ministre, une ambassadrice et une militante des droits des femmes béninoise.

## Biographie
Elle est née à Cotonou, sur la côte atlantique, en juin 1939. Elle est la fille de François Gbédjinon, cuisinier, et de Justine Adjovi Kpehounton.

### Études et carrière professionnelle
Elle effectue des études primaires et secondaires à Cotonou, et obtient son baccalauréat en juin 1961, alors que le pays est indépendant depuis un an.
Elle reçoit une formation en administration civile à Paris et Abidjan, et en services sociaux à Toulouse. Elle se marie également (en 1963). Elle commence à travailler à Toulouse, pendant toute l’année 1966, au Service social scolaire de la ville. De retour au Bénin, elle est assistante sociale de 1967 à 1970. Elle reprend ensuite des études, deux années, à l’université d'Abidjan où elle obtient une maîtrise ès sciences sociales appliquées, en 1972. Après sa formation, elle rejoint son ancien poste pendant trois ans, avant d’être promue directrice des Affaires sociales au ministère de la Fonction publique, du Travail et des Affaires sociales de 1975 à 1990,.

### Parcours politique
Elle quitte ce poste début 1990. Des changements politiques profonds interviennent à cette période, avec la fin d’un régime marxiste-léniniste, ou démocratie populaire mono-parti, la République populaire du Bénin dirigée par le général Kérékou, et une évolution vers un régime démocratique multi-partis. La transition, favorisée par les événements européens (la chute du mur de Berlin et des régimes communistes de l’Est en 1989), est pacifique, et fait suite à une conférence nationale organisée par Mathieu Kérékou lui-même. Un gouvernement de transition dirigé par Nicéphore Soglo est désigné, le temps de faire émerger des partis politiques et d’organiser des élections. Deux femmes sont nommées ministres en mars 1990, dans ce gouvernement de transition, Véronique Lawson et Véronique Ahoyo, qui occupent respectivement le ministère de la Santé publique et celui des Affaires sociales, de l'Emploi et du Travail (le dernier gouvernement de la République populaire du Bénin comprenait déjà une femme, Rafiatou Karimou, ministre de la Santé publique).
Véronique Ahoyo conserve son portefeuille après les élections de mars 1991 (des élections qui portent à la présidence de la nouvelle République du Bénin Nicéphore Soglo). Elle reste ministre d’avril 1991 à septembre 1993.
En 1994, elle devient ambassadrice du Bénin au Canada,. 
Elle rentre au Bénin en 1996. Désormais à la retraite, elle s’implique dans les associations et mouvements de défense des droits de la femme. Elle est membre du Réseau des femmes africaines ministres et parlementaires  (REFAMP). Elle œuvre notamment pour la scolarisation des jeunes filles. Elle meurt dans un accident de voiture, en décembre 2008, sur l'autoroute de Bassila, lorsque le chauffeur du minibus dans lequel elle voyage, roulant à vive allure, perd le contrôle du véhicule après l'éclatement d'un pneu. Quatre autres personnes sont également tuées et deux sont blessées. Parmi les blessées, se trouve l'ancienne ministre de la Santé publique, Rafiatou Karimou,,.

## Distinctions et décorations
- Commandeure de l'ordre national du Bénin (1991)[5].